# Peter Lorimer
Peter Patrick Lorimer (Dundee, 14 dicembre 1946 – Dundee, 20 marzo 2021) è stato un calciatore britannico, di ruolo ala destra.

## Carriera

### Club
Lorimer firmò per il Leeds United nel 1962 e a settembre dello stesso anno fece l'esordio in prima squadra a 15 anni. Si guadagnò il posto da titolare nella stagione 1966-1967, in cui fece 34 presenze segnando 19 gol che gli valsero il titolo di capocannoniere della squadra. Mantenne il suo posto sulla fascia e la maglia n° 7 per più di un decennio durante il quale il Leeds si impose ai vertici del calcio inglese e europeo conquistando due campionati (1969 e 1974), una Coppa d'Inghilterra nel 1972, una League Cup nel 1968, due Coppe delle Fiere (1968 e 1971), e una finale di Coppa dei Campioni (1975) persa contro il Bayern Monaco.
Nel 1979, ormai relegato al ruolo di riserva, lasciò il Leeds per una breve esperienza nello York City, prima di provare un'esperienza nella NASL con le maglie dei Toronto Blizzard e dei Vancouver Whitecaps. Nel 1983, dopo un breve passaggio nell'UCD tornò a chiudere la carriera nel Leeds, riguadagnando si il posto da titolare e battendo il record di gol totali con la maglia del Leeds (238 in 676 presenze). Si ritirò dal calcio giocato poco prima di compiere i 40 anni.
Peter Lorimer è morto a 74 anni il 20 marzo 2021, a seguito di una lunga malattia e dopo aver vissuto gli ultimi mesi della sua vita in un ospizio.

### Nazionale
Fece l'esordio con la maglia della Scozia nel 1969. Nei sette anni di attività con la Nazionale collezionerà 21 presenze, partecipando anche al campionato del mondo 1974, dove segnò un gol nella fase a gironi contro lo Zaire.

## Palmarès

### Club

#### Competizioni nazionali
- Second Division: 1

Leeds Utd: 1963-1964
- Campionato inglese: 2

Leeds Utd: 1968-1969, 1973-1974
- Coppa d'Inghilterra: 1

Leeds Utd: 1971-1972
- Coppa di Lega inglese: 1

Leeds Utd: 1967-1968
- Community Shield: 1

Leeds Utd: 1969

#### Competizioni internazionali
- Coppa delle Fiere: 2

Leeds Utd: 1967-1968, 1970-1971